# Военная наука
Вое́нная нау́ка — область науки (теоретической и практической), представляющая собой систему знаний о подготовке и ведении военных действий (войны) государствами, коалициями государств или классами для достижения политических целей, составная часть военного дела в России.
В других государствах данный термин включает всё, что связано с войной, обороной и агрессией против неприятеля, то есть с военным делом. Ранее в России Военная наука определялась как теория войны, учение о войне, систематическое развитие законов военного искусства.

По мнению некоторых авторов «Военной мысли», «военная наука — сфера человеческой (другой вариант — область исследовательской) деятельности, направленная на познание свойств, отношений, принципов, закономерностей и законов явлений, процессов и предметов войн и военного дела». Другие полагают, что военная наука — это «система знаний о характере, подготовке и ведении вооруженной борьбы, опирающаяся на достижения военно-научной мысли, признанные определённым научным сообществом как основа для дальнейшей практической деятельности». Или что военная наука — это система знаний о войне и военной безопасности в совокупности взаимосвязанных её составных частей: общей теории, теории военного искусства вооружений, воспитания и т. д.— С. А. Тюшкевич — генерал-майор, доктор философских наук, профессор, участник Великой Отечественной войны, «Сегодня мы не имеем сложившейся научной теории будущих войн»
По отдельным или всем вообще отраслям (дисциплинам) военной науки существуют многочисленные учебники, сборники, руководства, военные энциклопедии и тому подобное.

## История
Расцвет военных наук возможен только в мирное время.— Дон-Аминадо
Военная наука, в общем понимании, создавалось, развивалась и совершенствовалась на протяжении длительного исторического периода. Её отдельные отрасли (дисциплины, элементы) зародились ещё в далёкой древности (в период рабовладельческого общества в Египте, Персии, Китае, Греции и Риме). В период средневековья продолжала своё развитие. По мере роста производительных сил общества в государствах мира совершенствовались вооружение и военная техника, усложнялись управление войском (флотом) и их формированиями, накапливался исторический опыт в военном деле. Всё это и привело в конечном итоге к оформлению военной науки как определённой системы практических и теоретических знаний, умений и навыков.
В России имперского периода было принято, что военные науки можно подразделить на две главные отрасли науки о войне:
- военное искусство;
  - теория военного искусства;
    - тактика (строй и расположение);
    - стратегия (искусство полководца);

  - история военного искусства;
    - история войн;
    - история военного искусства;
    - история войск;
    - история военных учреждений;
- военное право;
  - военно-административное право;
    - организация войск;
    - комплектование войск;
    - управление войсками;
    - военное хозяйство;

  - военно-уголовное право;
    - материальное право;
    - формальное право.

## Состав
Ранее Военная наука, в обширном смысле, включала в свой состав:
- учение о военных целях, то есть военную политику;
- учение о военных средствах (организацию, управление, вооружение и снаряжение войск, крепостей, морских сил и так далее);
- учение о применении воинских средств для достижения поставленной цели, то есть о самом ведении войны (военных действий).
  - руководство для военных операций в обширных размерах (стратегия)
  - изучение отдельных распоряжений относительно сосредоточения, передвижения и боевых действий войск (тактика).
- частные (вспомогательные) военные науки
  - фортификация
  - артиллерия
  - военная география
  - военная химия
  - военная топография
  - и так далее.

В России, на данный момент, военная наука включает в свой состав следующие дисциплины (разделы, военные науки):
- Теория военного искусства
  - Стратегия (Теория стратегического искусства) — наука о ведении военных действий (войны) в мировом масштабе, область военного искусства. Охватывает вопросы теории и практики подготовки к военным действиям (войне), их планирование и ведение.
  - Оперативное искусство (Теория оперативного искусства)— наука о ведении военных действий в масштабе театров военных действий (ТВД), составная часть военного искусства, занимает промежуточное положение между тактикой и стратегией военной. Изучает методы подготовки и ведения совместных и самостоятельных операций (боевых действий) крупными воинскими формированиями — корпусами (группой корпусов) , армиями, фронтом (группой армий), группой фронтов.
  - Теория тактики, Тактика (др.-греч. τακτικός «относящийся к построению войск», от τάξις «строй и расположение») — раздел теории и составная часть военного искусства, включающая теорию подготовки и ведения боя соединениями (корпус, дивизия, бригада), частями (кораблями) и подразделениями различных видов вооружённых сил, родов войск (сил) и специальных войск на суше, в воздухе и на море; военно-теоретическая дисциплина. Тактика охватывает изучение, разработку и подготовку всех видов боевых действий: наступления, обороны, встречного боя, тактических перегруппировок и так далее.
  - Военно-инженерное искусство (устарев. военно-инженерное дело) — часть военного искусства, охватывающая теорию и практику подготовки и ведения инженерного обеспе́чения вооруженной борьбы: проектирование и строительство военных объектов, коммуникаций, укреплений и мостов, обеспечение войск водой, энергией и вспомогательными средствами, применение или обезвреживание обычных взрывчатых средств, в том числе мин, в целях облегчения продвижения своих или препятствования продвижению неприятельских войск, а также другие вопросы инженерного обеспечения. Кроме того, в понятие военно-инженерного искусства входит проектирование и разработка оборудования, необходимого для выполнения перечисленных задач, в том числе средств маскировки и укрытия.
  - Военно-морское искусство — часть военного искусства, охватывающая теорию и практику подготовки и ведения вооруженной борьбы на море. Военно-морское искусство состоит из стратегического использования военно-морского флота, оперативного искусства и тактики военно-морского флота.
- Управление и теория военного строительства.
  - Мобилизационная подготовка.
  - Организация повседневной деятельности.
  - Военная история — наука о происхождении, строительстве и действиях вооружённых сил (воинских формирований) государств (народов) мира.
    - История военного искусства.
    - Отечественная военная история.
    - Зарубежная военная история.

  - Военное законодательство (Военное право).
  - Военная статистика.
  - Военная география.
  - Военная топография
  - Военная геология.
- Теория военного обучения и воспитания.
  - Оперативная подготовка.
  - Боевая подготовка.
    - Общевоенная подготовка (ОП).
      - Военная педагогика.
      - Военная психология.
      - Общевоинские уставы (ОУ).
      - Строевая подготовка (СП).
      - Физическая подготовка (ФП).
      - Медицинская подготовка (Мед.П).
      - Военно-инженерная подготовка (ВИП).
      - Радиационная, химическая, биологическая защита (РХБЗ).
      - Связь (Св.).
      - Военная топография (ВТ).

  - Слаживание и взаимодействие.
- Теория военной экономики и тыла (снабжение, обеспе́чение)
  - Теория военной экономики.
  - Тыловое обеспечение.
  - Транспортное обеспечение
- и другие.

## Учёная степень и звание
В зависимости от номенклатуры, по которой происходит защита докторской или кандидатской диссертации, соискателю присуждается одна из следующих учёных степеней:
- Доктор военных наук (д. воен. н.[5])
- Кандидат военных наук (канд. воен. наук[5])

Также возможно получение учёного звания:
- Профессор
- Доцент

## Научная специальность
В зависимости от номенклатуры, возможно получение научной специальности (представлены не все):
- 20.01.01 «Общие основы военной науки, военное строительство, строительство Вооруженных Сил»;

### Энциклопедии
- Военная наука // Энциклопедический словарь Брокгауза и Ефрона : в 86 т. (82 т. и 4 доп.). — СПб., 1890—1907.
- Россия/Русская наука/Военные науки // Энциклопедический словарь Брокгауза и Ефрона : в 86 т. (82 т. и 4 доп.). — СПб., 1890—1907.
- Большая советская энциклопедия (БСЭ). 3-е изд. в 30-ти томах. — М.: Советская энциклопедия, 1969—1978.
- Советская военная энциклопедия : в 8 т. / пред. гл. ред. комис. А. А. Гречко [т. 1, 8], Н. В. Огарков [т. 2—7]. — М. : Военное изд-во М-ва обороны СССР, 1976—1980.;
- Военный энциклопедический словарь (ВЭС). — М.: Воениздат, 1984. — 863 стр., с ил., 30 л. (ил.)